# HD291674
HD291674 — хімічно пекулярна зоря спектрального класу
B9 й має видиму зоряну величину в смузі V приблизно  9,8.

## Пекулярний хімічний вміст
Зоряна атмосфера HD291674 має підвищений вміст 
Si
.